# زبيبة ملكة العرب
كانت زبيبة ملكة من قيدار، حكمت لمدة خمس سنوات بين 738 و733 قبل الميلاد. 
و كانت تابعة لتغلات بلاصر الثالث، ملك آشور، وورد في دورية حوليات تغلات بلاصر الثالث بين قائمة من الملوك الذين دفعوا الجزية للملك في 738 قبل الميلاد.   
وكانت تلقب بملكة العريبي (العرب).  وكان لقب «ملكة العرب» في المخطوطات الآشورية لقب عام يمنح لقادة القبائل البدوية في صحراء الجزيرة العربية. 
و من المحتمل إن أسمها كان مستمدا من زبيب.  تلتها ملكة أخرى، وهي سمسي، والتي حكمت أيضا لمدة خمس سنوات. 

## فهرس
- Ephʻal، Israel (1982). The Ancient Arabs: Nomads on the Borders of the Fertile Crescent 9th-5th Centuries B.C. Brill. مؤرشف من الأصل في 2014-10-06. {{استشهاد بكتاب}}: تجاهل المحلل الوسيط |الرقم المعياري= لأنه غير معروف، ويقترح استخدام |ردمك= (مساعدة)

## وصلات خارجية إنجليزية
- Worldwide Guide to Women in Leadership (English) — edited by construction journalist Martin K. I. Christensen (Danish)